# Swift (rapper)
Ondre Moore (narozen 17. března 1976) je americký rapper, který vystupuje pod uměleckým jménem Swift. Detroitský rodák je především znám jako člen skupiny D12.

## Kariéra
Swift začínal svoji kariéru jako undergroundový rapper v jeho rodném Detroitu. Členem D12 (členové: Proof, Eminem, Bizarre, Kon Artis, Kuniva) se stal až později a je tak ve skupině nejkratší dobu. K D12 se Swifty dostal na doporučení, v té době člena D12, Bugze, který tragicky zemřel při přestřelce. V roce 2001 vydali D12 svůj debut Devil's Night a v roce 2004 druhé album D12 World, které bylo oceněno dvěma platinami.
Swift je také členem své skupiny Raw Collection, ve které účinkuje také slavný Detroitský freestyler Bareda.

## Problémy se zákonem
Swifty byl 2. dubna 2006 odsouzen na 93 dní odnětí svobody za porušení podmínky, kterou mu soud v minulosti udělil za jízdu v opilosti. Podmínku porušil tím, že se na jaře roku 2006 nedostavil k soudu v den, kdy měl zrovna pohřeb jeho kamarád Proof z D12.

## Diskografie

### Alba
- 2008 Underestimated-The EP

### Mixtapy
- 2006 Forest Fyres Mixtape

### D12 Alba
- 2001 Devil's Night
- 2004 D12 World

### Raw Collection Alba
- 2002 Private Circle Raw Collection
- 2002 Grenade Pins Mixtape Raw Collection